# Secret of Evermore
Vous lisez un « article de qualité » labellisé en 2019.
Secret of Evermore (parfois abrégé SOE) est un jeu d'action-RPG développé par SquareSoft et édité sur Super Nintendo par Square le 17 octobre 1995 en Amérique du Nord et par Nintendo le 22 février 1996 en Europe. Une version japonaise est prévue, mais ne sort jamais. C'est le seul jeu développé par la filiale américaine de Square.
Le jeu relate l'histoire d'un jeune garçon et de son chien transportés par inadvertance dans le monde fantastique de Perpétua. Le joueur guide à la fois le garçon et le chien qui se métamorphose au cours du périple traversant les quatre régions marquées par différentes époques, la préhistoire, l'Antiquité classique, le Moyen Âge et un univers futuriste. Au cours de son aventure simulant un voyage dans le temps, il aide les quatre amis créateurs de cet univers à rentrer avec lui à Pontoise. Le gameplay partage de nombreuses similitudes avec celui de Secret of Mana sorti deux ans plus tôt sur la même console, telles que des combats en temps réel, un système de menu en forme d'anneau et la possibilité de permuter à tout moment et d'utiliser les deux personnages. Douglas E. Smith, le producteur du jeu, monte une équipe principalement composée de débutants. Le jeu est construit de toutes pièces, pour ressembler à Secret of Mana sur demande de Square, avec des outils créés par le programmeur principal Brian Fehdrau.
Secret of Evermore reçoit des critiques positives de la part de la presse spécialisée lors de sa sortie grâce à son gameplay, son ambiance et ses innovations. Quelques critiques sont cependant émises, comme un scénario assez classique, des visuels recevant des avis partagés ou l'absence de multijoueur, donnant naissance à un jeu sous les standards habituellement proposés par la société Square. Une suite est envisagée mais rapidement abandonnée, et l'équipe est dissoute, avant que SquareSoft ne ferme, faisant de Secret of Evermore le seul jeu développé par la filiale de Square aux États-Unis. Malgré toutes les similarités, le jeu ne fait pas partie de la franchise Mana, bien qu'une partie des observateurs, joueurs comme médias, l'aient considéré ainsi lors de sa sortie.

## Trame

### Univers
Secret of Evermore se déroule dans un univers de science-fiction, imprégné de culture pop américaine, par le biais d'un héros passionné de série B,,. Si le jeu propose un scénario teinté d'humour, il est aussi parfois un peu sombre. Le jeu met en scène une ville appelée Pontoise (Podunk dans la version originale, une ville imaginaire), lieu d'origine du protagoniste et de son chien. Ils sont transportés dans un monde parallèle appelé Perpétua en déclenchant par inadvertance une machine inconnue. Cet univers est composé de régions distinctes, dotées de visuels inspirés de quatre périodes différentes de l'histoire de l'humanité. Prehistoria se déroule dans un univers s'apparentant à la préhistoire, Antika reprend les traits de l'Antiquité classique, Gothika s'apparente au Moyen Âge, et Métropolis est une station orbitale futuriste,,,. Perpétua est un monde inventé par quatre personnages,. Si c'est un monde unique, le passage entre chaque zone simule des voyages dans le temps.

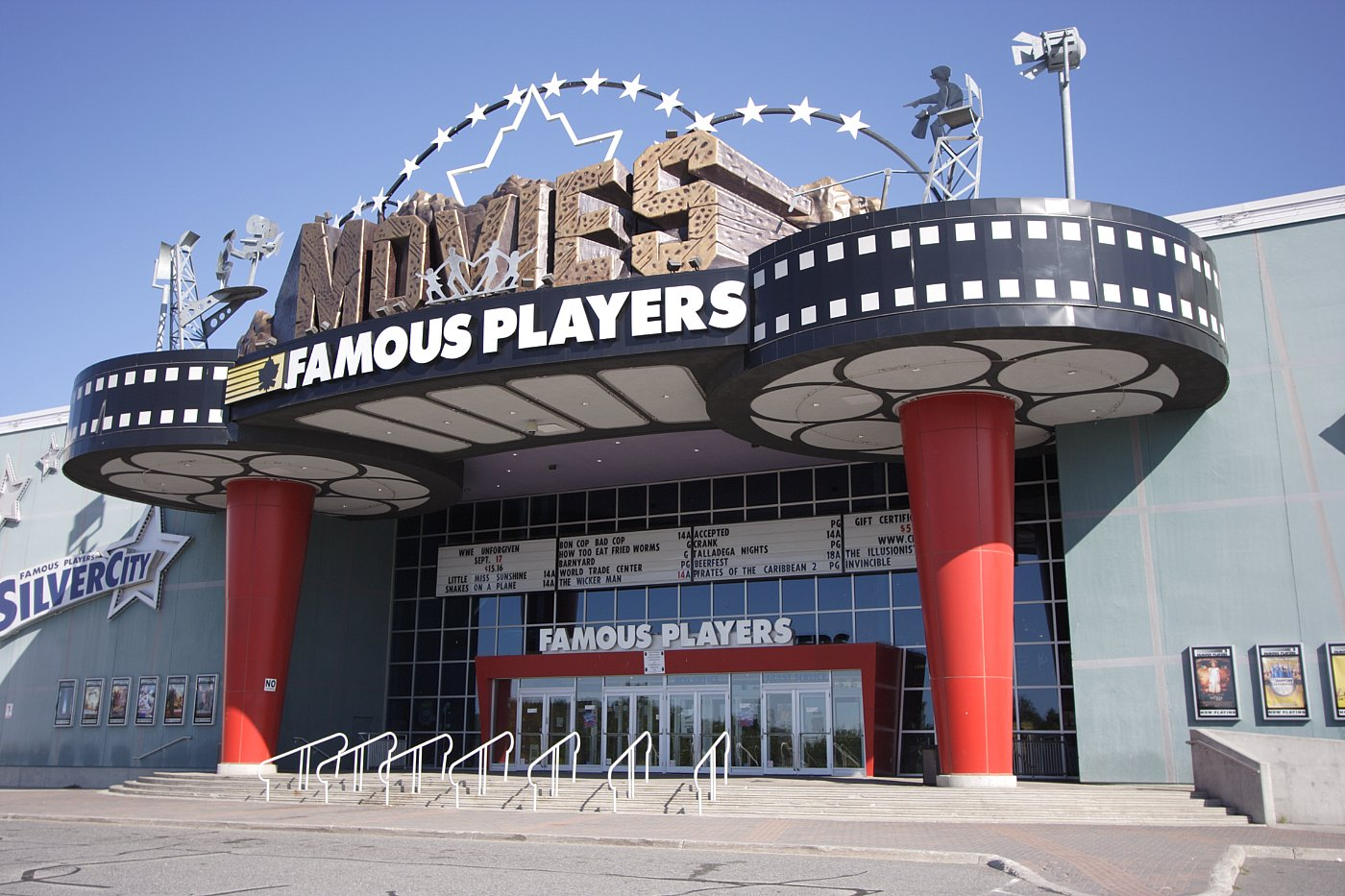
Passionné de série B, le héros fait régulièrement référence à ces films en établissant une relation en fonction de la situation dans laquelle il se trouve.

Les quatre royaumes de Perpétua regroupent au total vingt lieux différents,. Prehistoria est un monde peu avancé, qui comporte des plantes carnivores, des monstres préhistoriques et de nombreux dinosaures ressemblant à des velociraptors. C'est une terre sauvage, où les hommes et les bêtes se disputent la suprématie, et prospèrent dans une dense jungle, des terrains marécageux ou des cavernes de lave. Un volcan menace ce monde primitif, où Regard de Braise vit avec d'autres membres de la tribu dans un petit village,,,,. La région d'Antika est un univers à l'esthétique rappelant l'Antiquité classique, avec des lieux inspirés de l'Égypte antique et de ses pyramides, ou de la Rome antique,,. Le centre de la vie est la ville moderne de Noblia, avec son marché où le héros peut faire des achats et du troc. Cette région comporte également un désert, le temple du Colysée et la Pyramide ainsi que la ville de Crustacia,,. Gothika est un monde médiéval sombre et orageux. Cette région comporte deux villes jumelles, Ebony et Ivory. S'y trouvent des châteaux et des dragons. Omnitopia est un monde futuriste à l'aspect très métallique axé sur la technologie, et présentant un côté labyrinthique. C'est une station orbitale située dans le ciel de Perpétua, dans laquelle le joueur rencontre de nombreux robots, droïdes, et machines,.

### Spatialisation du temps
Le voyage dans le temps tel qu'il est présenté dans Secret of Evermore, bien qu'il ne le soit pas stricto sensu malgré l'intégration d'éléments récurrents à ce type de récits, demeure une mise-en-espace d'époques-types. Par le biais du level design, les concepteurs parviennent à une spatialisation de la dimension temporelle conduisant à une impression de voyage dans le temps. Le temps ne s'articule pas sur un système passé-présent-futur, chaque période pouvant être l'une des trois situations. Le joueur navigue entre les régions contiguës représentant chacune une période de l'histoire, même sans avoir besoin d'une machine à voyager dans le temps, mais en se déplaçant dans l'univers.

### Personnages

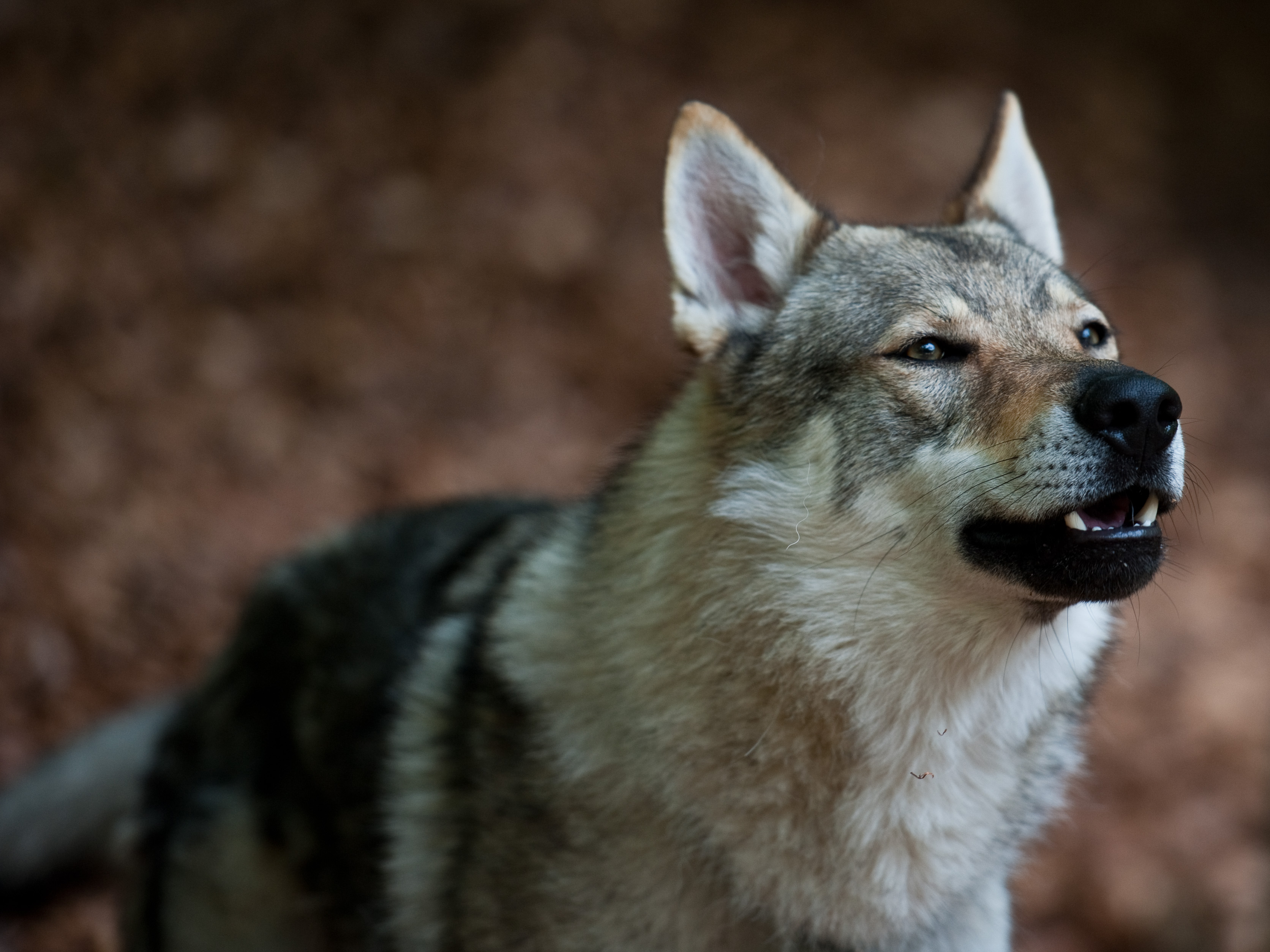
Le héros est accompagné de son chien qui se transforme en différentes races en fonction des régions et époques, notamment en chien-loup durant la préhistoire.

Le héros est un jeune garçon, fan de cinéma et de films de série B, vivant à Pontoise en 1995. Il se retrouve fortuitement à Perpétua et tente de rentrer à Pontoise,,. Au cours de son périple, il fait régulièrement référence à ces films en établissant une relation en fonction de la situation dans laquelle il se trouve (pour des raisons juridiques, toutes les références aux films et aux acteurs sont fictives). Par exemple, il se compare à « Dandy » Don Carlisle dans le film Sink, Boat, Sink après s'être échoué à Crustacia. Il est en permanence accompagné de son chien qui peut attaquer mais également renifler et suivre les pistes d'ingrédients cachés çà et là,,. Dans chaque zone de Perpétua, ce bâtard se transforme en chien de différentes races et aspects,,. À Prehistoria, c'est un chien-loup dinoretor. À Antika, c'est un lévrier. À Gothika, il devient un caniche et il se métamorphose à Métroplis en chien robot avec un corps en forme de grille-pain,,. Le héros et son chien ne portent pas de nom, leur choix étant laissé au joueur.
Quatre personnages également originaires de Pontoise sont transportés à Perpétua en 1965. Chaque royaume de cet univers créé par la machine est la manifestation de la passion de ces quatre amis pour une période de l'histoire, et ceux-ci dirigent chacune d'entre elles,. Ils sont passionnés par des époques différentes : le professeur Louis Rouflaquettes est le scientifique inventeur de la machine qui a créé le monde de Perpétua et y a téléporté les protagonistes. Isabelle adore la Préhistoire, Alec l'Antiquité et Anémone le Moyen Âge, et le professeur se passionne pour la technologie,. Aidé de James, son majordome robot, il surveille tout Métropolis. Regard de Braise est en réalité Isabelle Rouflaquettes, la petite fille du professeur. Elle est la chef tribale de la Préhistoire. Alec Orbusier est l'ami du professeur, autrefois conservateur du musée de Pontoise, et supervise Antika. La reine Anémone est Anémone Dujardin, la bibliothécaire de Pontoise, qui dirige Gothika. Le héros aide les quatre amis et leur fait part de son désir de retourner à Pontoise, et profite ainsi de leur aide durant le jeu, grâce aux chapelets d'invocation,.
Le joueur rencontre près de cinquante ennemis divers et vingt boss durant la partie. Les ennemis vont du simple moustique hostile, en passant par des dinosaures, jusqu'à des monstres mécaniques. James est le robot majordome du professeur, il est normalement assigné à des tâches de nettoyage. C'est en réalité l'antagoniste principal de l'histoire. Chaque monde contient des éléments et objets uniques, comme des armures, des armes et des formules d'alchimie, des ennemis et des énigmes,,,.

### Scénario
En 1965 à Pontoise (Podunk dans la version originale, le professeur Rouflaquettes, un scientifique vient de terminer la construction d'une machine mystérieuse située dans un manoir jouxtant une salle de cinéma. Lorsqu'il la fait fonctionner, lui et ses compagnons - la bibliothécaire Anémone, l'archéologue Alec Orbusier et sa nièce Isabelle - sont téléportés dans un univers parallèle, dans un éclair de lumière blanche inondant la zone — ces évènements sont présentés en préambule du jeu sous forme de flashback,.
En 1995, le héros sort de cette même salle après avoir visionné un film, puis tente de rattraper son chien poursuivant un chat qui se trouve là. Celui-ci le mène au manoir situé à proximité, dans lequel il découvre l'installation ayant permis de réaliser les expériences étranges trente ans plus tôt. Au cœur du bâtiment, le chien ronge les fils de l'installation traînant sur le sol, ce qui déclenche son fonctionnement. Les deux protagonistes sont téléportés dans le monde fantastique de Perpétua, au bord de la station spatiale Metropolis, où ils rencontrent un personnage énigmatique - s'avérant être James, le majordome robotique de l'inventeur Rouflaquettes - qui les guide vers une sortie. Le héros et son chiens sont alors enfermés dans une pièce, confrontés à des robots qu'ils doivent combattre, puis quittent les lieux grâce à une trappe qui le conduisent dans un vaisseau, les aménant sur le continent de Perpétua,,.
Dans la région de Prehistoria, après avoir traversé une jungle luxuriante et dangereuse, le héros, accompagné de son chien transformé en loup, fait la connaissance d'Isabelle Rouflaquettes, la cheftaine d'un village. Elle explique que Perpétua est un univers virtuel créé par elle-même, le professeur Alec Orbusier et la bibliothécaire Anémone. Chacun d'entre eux a créé une région en référence à leur époque préférée, la sienne étant la préhistoire. Elle accepte d'aider le héros à trouver une solution pour revenir à Pontoise, à condition qu'il aille libérer l'alchimiste Cœur Vaillant. Elle lui offre son aide en lui apprenant les rudiments de l'alchimie en allumant un feu à distance, ce qui lui a valu son surnom de "Regard de Braise" auprès des villageois.
Après avoir traversé la jungle et un désert de sables mouvants, le héros affronte Gigantik l'insecte géant dans les marécages de Claustro, et libère Cœur Vaillant. Rassurée, Regard de Braise indique une nouvelle direction à prendre : le volcan serait une issue vers la région suivante. Malheureusement, au bas du volcan un rocher bloque l'unique entrée - la cratère n'étant aucunement une solution - et il ne peut peut être déplacé qu'avec le sort Lévitation, nécessitant un poivron. Le héros traverse un cimetère de mammouths protégé par les Aspics, puis traverse un marais labyrinthique au bout duquel il rencontre l'Alchimiste Aéro Quipue. Ce dernier lui confie alors le poivron.
Grâce à sa nouvelle formule, le Héros traverse le volcan et trouve un réseau de canalisations, au bout desquelles il découvre une énorme machine contrôlant les conditions climatiques de Perpétua, l'empêchant de sombrer dans une ère glaciaire. Apparaît alors par surprise Regard de Braise, en réalité un clone robotique maléfique d'Isabelle Rouflaquettes, qui tente de déclencher une éruption pouvant détruire Préhistoria. Le héros affronte alors le garde du double maléfique, mais l'éruption a tout de même lieu : le héros et son chien sont catapultés sur une coquille géante, échouent dans une cascade, puis sont séparés.
Porté par la mer l'amenant aux rivages de la région d'Antika, le héros échoue dans la ville portuaire de Crustacia, un repaire de truands. Pendant ce temps, dans la ville prospère de Noblia, le dirigeant malveillant s'intéresse au compagnon du héros, devenu un lévrier, grâce à sa ressemblance avec la divinité du Chien Sacré, grâce à laquelle il pourra avoir le support du peuple.
Le héros traverse le désert séparant Crustacia et Noblia, où il assiste à une cérémonie au cours duquel il retrouve son compagnon ; pris pour un élu choisi par le Chien Sacré, le bras droit du dirigeant lui promet toutes les réponses, dont le moyen de revenir à Pontoise, s'il ramène deux artefacts, des diamants appelés les Yeux Sacrés, enfouis l'un dans Colysée, l'autre dans une Pyramide.
Sur le chemin, il rencontre alors Alec Orbusier, le Pontoisien créateur de cette région antique, qui lui fait comprendre que le dirigeant de Noblia est un traître. Après avoir récupéré les Yeux Sacrés, le héros confie ces artefacts à Alec afin qu'elles ne tombent pas dans de mauvaises mains, avant de comprendre qu'il a été trompé et qu'il s'agissait de son clone robotique maléfique ; de retour à Noblia, au cours d'une nouvelle cérémonie, le clone utilise les Yeux Sacrés et révèle une source d'énergie, suffisamment puissante pour détruire Noblia. L'un des citoyens, Mini, envoie la source d'énergie en dehors de la ville. L'explosion de la source assèche le fleuve, révélant un vaste réseau de cavernes que le héros emprunte. Il débarque alors à Gothika, le monde médiéval, aux abords du royaume d'Ivory.
Alors qu'il visite la foire aux horreurs, l'attraction principale d'Ivory, le chien du héros, transformé en caniche, est grimé par un forain en porcin et gagne par inadvertance une course de cochons. Le héros gagne le droit de rencontrer la reine Anémone. Elle révèle être la Pontoisienne Edith, qui a toujours rêvé d'être une reine du Moyen Âge. Prenant les devants, elle envoie le héros affronter son double maléfique, tapie dans l'ancien château d'Ebony, séparé par un échiquier géant et une forêt sombre et labyrinthique.
La rencontre avec la nouvelle Edith dans le château en ruines lui permet de comprendre qu'il a été une nouvelle fois dupé : le clone est bel et bien celle régnant sur Ivory, espérant de la naïeveté du héros pour se défaire de l'originale. Avec l'aide de l'inventeur Pensatout, le héros investit de nouveau le château d'Ivory par les souterrains, confronte la fausse reine Edith qui, dans littéralement dans sa chute, détruit les fondations du château. Le roi, alors léthargique et sous le joug des forains à la solde du double maléfique, se réveille de sa longue hypnose, et mène son peuple vers Ebony, tandis qu'Ivory tombe en ruine à son tour.
Avec l'aide de Pensatout, le héros part ensuite en quête d'accessoires, des pièces de la machinerie du volcan et les Yeux Sacrés, cachés dans les deux premiers continents qu'il a visités. L'inventeur confectionne une fusée qui l'enverra à la station orbitale.
Après avoir visité tous les dangers de la station orbitale, le héros rencontre enfin le professeur Rouflaquettes. Celui-ci révèle qu'il a doté James, son robot-majordome, d'une intelligence artificielle pour pouvoir jouer aux échecs avec lui et avoir un adversaire à la hauteur. Cependant, James ayant atteint la singularité technologique, s'est lassé de sa servitude et est devenu malveillant. Il a donc modifié le transporteur, créé les monstres de Perpétua, condamnant les quatre amis à rester à Perpétua. Il a pour dessein de remplacer tous les habitants de Pontoise par des clones robotiques. Le héros et son chien retournent à Perpétua pour récupérer la source d'énergie. Puis de retour à Métropolis, aidés du professeur, ils combattent victorieusement des clones robotiques du duo et un robot géant à l'effigie de James. Le professeur Rouflaquettes désactive finalement son androïde. La défaite de ce dernier entraîne la disparition des monstres du monde de Perpétua, mais créée une instabilité dans cet univers. Le héros et son chien retournent dans chacune des régions pour ramener les amis du professeur Rouflaquettes, afin de les ramener dans le monde réel pour rétablir l'équilibre avant que Perpétua ne s'effondre. Ce faisant, la destruction de Perpétua est évitée, mais laissant les habitants livrés à eux-mêmes. L'image de fin dévoile le professeur et son robot revenu à ses tâches d'origine de nettoyage. Cependant, il finit par se frotter les mains, laissant penser qu'il n'est pas aussi inoffensif qu'il n'y paraît,,,,,,,.

## Système de jeu

### Généralités

Le joueur peut choisir le comportement du personnage contrôlé par l'intelligence artificielle, en ajustant la position des icônes de personnage vers la gauche ou la droite.

Secret of Evermore est un jeu d'action-RPG affiché en vue de dessus, mêlant action-aventure comme la recherche et des combats en temps réel, et des éléments de jeu de rôle par le biais de la progression des caractéristiques des personnages ou de la magie,,,,. Il reprend en tout point le gameplay du jeu Secret of Mana dont il s'inspire. Le joueur dirige un duo d'avatars, un garçon et son chien affrontant des créatures hostiles, ce dernier étant géré par l'intelligence artificielle et suit les moindres déplacements de son maître. Le héros utilise une arme ou la magie pour attaquer ses adversaires, assisté de son fidèle compagnon. Le chien peut également renifler le sol et suivre les pistes d'ingrédients cachés çà et là, qui permettent d'utiliser la magie. Le joueur peut à tout moment prendre le contrôle du chien, alors, le héros le suit,,. Si le chien se transforme en changeant d'époque et de zone, le gameplay est identique. Par ailleurs, jouer avec le chien permet de franchir certaines difficultés insurmontables pour le héros. Toutefois, le héros ne change jamais d'apparence en fonction des époques,,,. À plusieurs occasions, le héros perd la trace du chien et se retrouve seul, puis le duo se reforme.
L'intelligence artificielle du personnage secondaire est gérée par un système d'échelle réglable, allant du comportement défensif à offensif pour le héros, et de renifler à attaquer pour le chien,,. Le héros dispose d'une commande permettant de lancer une attaque du second personnage quand il est géré par l'IA,.
Le jeu intègre un système de menu circulaire (également appelé en bague ou en anneau) qui permet de sélectionner et configurer de nombreuses fonctionnalités, comme l'équipement, les sorts, ou l'intelligence artificielle gérant les personnages du groupe. Celui-ci est placé autour du personnage joueur et affiche des icônes organisées en cercle qui peuvent tourner dans le vide, les boutons et la croix directionnelle permettant d'afficher plusieurs autres sous-menus en anneaux donnant accès à toutes les options. Le jeu est momentanément suspendu lorsque le joueur active le menu,,. Le jeu comporte une pile permettant de sauvegarder jusqu'à quatre parties, et l'apparence de l'interface peut être personnalisée. Le joueur peut sauvegarder à divers emplacements disséminés dans les différentes régions,. Le premier combat contre des robots sert de didacticiel.
Durant l'aventure, le joueur peut obtenir un avion rustique ressemblant à un planeur dans le monde de Ghotika ou une navette dans Omnitopia, afin de se déplacer dans l'univers de Perpétua et de voyager entre les régions. Ces phases de jeu sont affichées en fausse 3D grâce au mode 7 de la console Super Nintendo,,. Il est également possible de les afficher en vue de dessus. Le désert d'Antika peut se traverser grâce à une sorte de barque à rames.

### Combats et armes

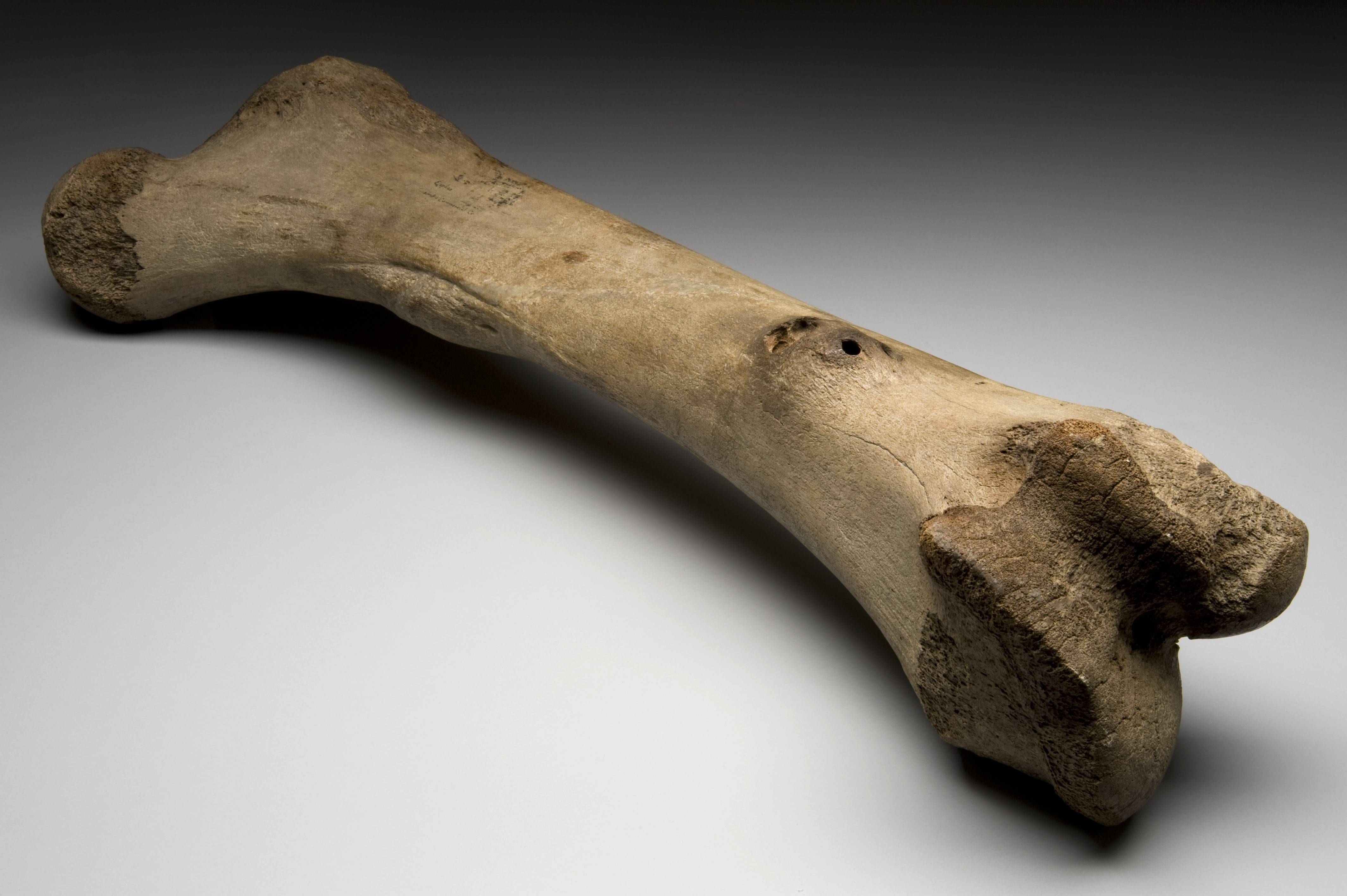
Le héros commence l'aventure armé d'un simple os, mais obtient par la suite toute une panoplie d'armes.

Les combats se déroulent en temps réel. Le héros utilise l'une de ses armes, et le chien peut attaquer grâce à ses crocs quelle que soit sa forme, mis à part durant l'univers futuriste, où il tire une sorte de laser. Secret of Evermore reprend le même système de jauge apparu dans Secret of Mana. Une barre de puissance pour chaque personnage, affichée en permanence en bas de l'écran, détermine en pourcentage la quantité de dégâts infligés à un ennemi en attaquant (mais aussi la course des personnages). Cette jauge se vide automatiquement à chaque coup porté, puis se remplit au fur et à mesure en quelques secondes. Le pourcentage de remplissage au moment de l'attaque représente alors la puissance du coup. Un petit bip est émis lorsque la barre est pleine. À partir d'un certain niveau d'expérience, le joueur peut également réaliser une attaque concentrée (en charge) en maintenant le bouton action enfoncé et ainsi dépasser les 100 %. Ceci permet la réalisation d'attaques particulières qui infligent des dégâts plus importants ou à tous les ennemis présents à l'écran. Chaque nouveau palier de 100 % est affiché dans la barre de puissance sous la forme d'une ligne plus épaisse,,,.
Le joueur dispose de quatre types d'armes différentes, des épées, des lances, des haches, et des bazookas. Toutes les armes existent en quatre versions de plus en plus performantes, par exemple, il commence l'aventure armé d'un grand os et peut par la suite trouver des épées plus dangereuses. Celles-ci s'obtiennent auprès des personnages non-joueurs, en gagnant contre des boss ou parfois en les trouvant. Quelques armes peuvent couper la végétation comme les épées, d'autres déclencher des interrupteurs à distance comme les lances, alors que certaines permettent de détruire des rochers ou des barrières. L'utilisation des armes permet d'augmenter leur niveau jusqu'à trois fois, déverrouillant une nouvelle attaque chargée à chaque niveau. Elles progressent ainsi du point de vue de leur portée et de leur puissance, mais proposent également de porter des attaques spéciales : l'épée et la hache font un coup circulaire, la lance permet une attaque à distance. Pour le bazooka, le joueur peut acheter des munitions de puissance différente,,,,,.
Chaque ennemi tué octroie des points d'expérience au duo, qui sont assignés aux personnages, et améliorent les caractéristiques de chacun d'entre eux, comme la force et la fuite, et faire monter leur niveau d'expérience.

### Santé, armure, objets
Le joueur perd quand tous les points de vie du héros sont épuisés. Si le chien perd tous ses points, il se couche sur le sol et dort, et peut être ramené à la vie grâce à la magie. Le duo peut trouver refuge dans des grottes ou des villages, dans lesquels il peut rencontrer des personnages non-joueurs, régénérer ses points de vie, se reposer ou acheter des objets, comme des éléments de protection ou des items redonnant de la vie. Afin d'améliorer sa défense, le joueur peut équiper son avatar de plusieurs éléments d'armure pour le protéger, en l'occurrence des bracelets, des colliers, des armures et des casques,.

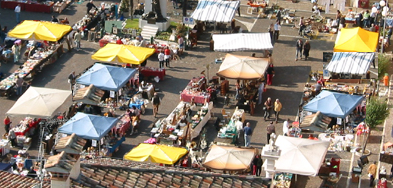
Le marché de Noblia permet au joueur de faire des achats et du troc pour obtenir des ingrédients.

Le héros dispose d'argent recouvrant différentes formes selon les époques, soit des serres dans la Préhistoire, des gemmes dans l'Antiquité, des ducats au Moyen Âge ou crédits dans la station spatiale. Dans chaque région, des personnages proposent de convertir l'argent du joueur dans la devise locale. Cette devise permet d'acheter des éléments d'armures, des items de soin ou des ingrédients. Sur les marchés du jeu situés à Antika et à Gothika, certains commerçants proposent également un système de troc, en plus de certains produits offerts classiquement à la vente, tels que le riz, ou les épices. Le joueur doit acheter diverses marchandises sur plusieurs étals proposés à des prix différents, qui peuvent par la suite être échangés ou revendus auprès d'autres marchands pour obtenir d'autres objets. La plupart des vendeurs ne proposent qu'un seul type de produits, et certains articles rares nécessitent un nombre considérable de transactions. Il est par ailleurs possible de trouver des objets dans des conteneurs ou en tuant des adversaires,.

### Magie

#### Alchimie
Secret of Evermore intègre un système de magie unique dans les RPG. Aucun point de magie n'est nécessaire pour lancer des sorts, le héros doit apprendre des formules alchimiques auprès des nombreux personnages non-joueurs appelés « alchimistes ». Les alchimies peuvent être utilisées contre un ennemi seul ou contre un groupe. Certains alchimistes s'installent dans des zones reculées et dispensent des formules rares. Chaque formule nécessite une paire d'ingrédients à mélanger en quantité variable, permettant au joueur au gré des différents assemblages de réaliser une multitude de sorts,. Ces ingrédients peuvent s'obtenir tout au long du jeu, et d'autres ne sont accessibles que dans certains environnements. Le joueur peut les retrouver grâce au flair du chien suivant une piste sur le sol, ou dans des buissons, cachés çà et là. Il peut le faire de lui-même en fonction des réglages de l'intelligence artificielle le concernant, ou si le joueur en prend le contrôle et utilise un bouton. Le héros ramasse alors l'ingrédient où il s'est arrêté. Ces ingrédients peuvent également être trouvés dans des coffres ou peuvent être achetés. Durant la Préhistoire, figurent les ingrédients comme de la cire, du calcaire, de l'argile et de la poudre à canon. Dans les régions plus avancées, ils deviennent plus complexes, comme l'éthanol et la neige carbonique. Un ingrédient fait l'objet d'une quête obligatoire pour avancer dans l'intrigue. Ainsi, le poivron est nécessaire au sort « Lévitation » qui sert à déplacer un rocher, permettant d'avancer. Le jeu propose vingt-quatre ingrédients différents et trente-quatre formules aux effets divers,,,,. Les effets sont variables, certains classiques (augmentation de caractéristiques, dégâts directs, soins), d'autres contextuels (bouger un rocher bloquant un chemin, ou faire apparaitre un pont), et d'autres ayant des effets directement liés au gameplay (augmentation rapide de la jauge de combat...),.
Comme pour les armes, l'utilisation répétée de sorts permet d'augmenter le niveau des formules d'alchimie, augmentant la puissance ou la durée des effets curatifs, offensifs ou défensifs. Bien qu'il puisse apprendre une cinquantaine de formules, le héros ne peut en garder qu'un maximum de neuf en mémoire. Pour compenser cette limitation, plusieurs alchimistes proposent de gérer la liste de formules. Ceux-ci peuvent conserver toute formule déjà apprise pour une utilisation ultérieure. Le joueur peut également changer la composition des sorts auprès de certains personnages,,.

#### Chapelets
Au fil de l'aventure, des chapelets sont offerts au héros par les personnages Isabelle, Alec, Anémone et le professeur Rouflaquette. Ces objets permettent d'utiliser quelques magies puissantes, et qui ne requièrent aucun ingrédient. Toutefois, le nombre de chapelets est limité, même si une formule dont les ingrédients sont rares permet d'en créer quelques-uns,,. Isabelle et Anémone procurent des attaques, alors qu'Alec et le professeur offrent des soins.

## Développement

### Genèse

Afin de conquérir le marché des États-Unis, Square monte une équipe de développement américaine pour produire un jeu vidéo de rôle au parfum américain.

Au début des années 1990, Square tente de conquérir le marché nord-américain du jeu vidéo, puisque si Final Fantasy obtient un succès incontestable au Japon, il n'en est pas de même en Occident. Les jeux vidéo de rôle japonais ne sont pas très appréciés des joueurs occidentaux. Ce genre qui s'appuie parfois sur un scénario et des personnages présentant de nombreuses subtilités, et les traductions aussi bonnes soient elles, ne parviennent généralement pas à capturer toute l'essence que les auteurs ont voulu exprimer, de par certaines différences culturelles dans ses effets humoristiques et des références historiques parfois mal retranscrites ou tronquées,,. L'entreprise sait donc qu'elle ne peut pas proposer un même produit au Japon et en Occident, et décide de simplifier ses jeux. Ainsi, elle publie dans ce but plusieurs jeux sur Super Nintendo. Final Fantasy II sort en novembre 1991 en Amérique du Nord, basé sur le jeu Final Fantasy IV Easy Type, une version simplifiée de Final Fantasy IV, sortis tous les deux en 1991 au Japon. En octobre 1992, Square réitère l'opération avec Final Fantasy Mystic Quest, publié sous le titre Mystic Quest Legend en Europe. Ce jeu est expressément pensé pour le marché nord-américain, si bien qu'il propose un gameplay moins riche que les productions habituelles de la firme nipponne, l'ajout de composantes propres aux Zelda-like et un scénario édulcoré. Celui-ci n'est pas très bien accueilli et ne remplit pas ses objectifs, notamment la fidélisation du public occidental. L'année suivante, en 1993, Square publie dans le monde entier Secret of Mana qui devient un succès commercial, loué par la presse, et qui entraîne une nouvelle dynamique. L'entreprise décide alors de créer un jeu à la suite de ce succès obtenu en Occident. Afin de consolider l'intérêt des joueurs occidentaux pour le genre RPG, elle choisit pour le développement, de monter une équipe américaine, utilisant le savoir-faire américain. Elle veut aussi créer un studio proche de Nintendo, qui a pour projet de sortir une console équipée d'un lecteur de CD-ROM. Cependant, sa filiale SquareSoft, située à Redmond dans la banlieue de Seattle, ne gère que la distribution des jeux de la firme nippone en Amérique du Nord ; l'entreprise doit donc recruter.

### Vex and the Mezmers
Square charge Douglas E. Smith de mettre sur pied cette équipe à Seattle, pour SquareSoft, la filiale américaine de la société japonaise Square,. Doug Smith a créé le jeu Lode Runner publié par Brøderbund Software en 1983. Il avait eu des contacts avec Square en 1989, lors d'un voyage au Japon organisé par Brøderbund et d'une visite à Tokyo. Square est intéressée par l'entreprise américaine principalement parce qu'elle est fascinée par le jeu Lode Runner et son créateur. Smith y rencontre Hironobu Sakaguchi, avec qui il partage un repas. L'objectif est d'établir des relations de travail entre Square et Brøderbund, mais l'opération ne débouche finalement sur aucune collaboration. Smith travaille plus tard avec l'entreprise nipponne, lorsqu'il est responsable de la traduction de Secret of Mana en anglais pour l'Amérique du Nord, projet sur lequel il officie en tant que producteur exécutif,.
Smith, aidé de Rich Silveira, président de SquareSoft à ce moment-là, commence à recruter des talents. Il s'attache les services d'Alan Weiss, avec qui il a déjà collaboré chez Brøderbund, et engage une vingtaine de personnes, principalement des artistes et des programmeurs sans expérience dans le domaine du jeu vidéo. Le projet est vu par la petite équipe comme un « défi [...] excitant ». Square ne supervise pas le développement, et laisse toute latitude à sa filiale dans la création, sauf sur quelques points précis. L'entreprise exige que le futur jeu ressemble à Secret of Mana, qui a obtenu un grand succès. De nombreux éléments du jeu sont ainsi copiés, car ils se sont avérés efficaces. De plus, Square impose donc d'imiter ce gameplay, mais avec une sensibilité à l'américaine. Le développement débute à l'automne 1993, dans des locaux également situés à Redmond dans la banlieue de Seattle où l'équipe est montée, dans un entrepôt converti en bureaux,,,,. Aidé de l'artiste Al Dumo, Weiss conçoit l'univers du jeu. Celui-ci est plus petit, avec des graphismes un peu plus simples et offre un temps de jeu plus réduit que dans la version finale de Secret of Evermore. Cette version du jeu porte le titre provisoire de Vex and the Mezmers et met en scène une approche onirique de l'aventure. Les Mezmers sont des personnages utilisant la magie qui racontent des histoires basées sur des rêves et [peuvent] transporter virtuellement l'avatar du joueur dans cette expérience. Dans ce scénario, le maléfique Vex est pris au piège dans l'un de ces mondes et commence à corrompre les rêves. Le joueur doit alors le trouver et le vaincre,,.

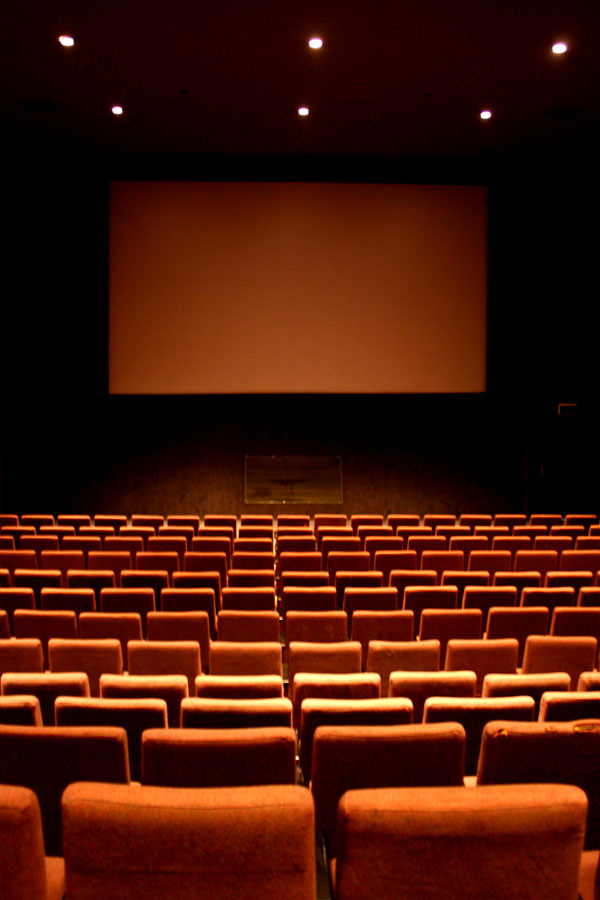
Le scénario est recentré sur un amateur de cinéma, en l'occurrence de série B, qui fait des allusions régulières à ces œuvres durant le jeu.

Mais l'équipe estime finalement que cette version n'est pas à la hauteur et réalise une refonte complète,. Le scénario est abandonné lorsque George Sinfield est enrôlé dans l'équipe (une référence au premier scénario figure dans la version finale du jeu : les films à l'affiche du cinéma au début du jeu lors du flashback comportent le nom de Vexx,). À mesure que le projet grossit, le scénario devient très complexe et l'équipe estime avoir le besoin d'un scénariste. Celui-ci modifie le concept, et le projet se voit renommer Evermore (traduit en Perpétua en français), nom de l'univers du jeu. L'histoire est donc modifiée, amputée de ses magiciens, laissant place à un concept de voyage dans plusieurs temporalités. Sous l'influence de Sinfield, l'intrigue est imprégnée d'humour typiquement américain, notamment en mettant en scène en toile de fond la culture pop américaine, en faisant référence à des films de série B dont le héros est féru,,. Sinfield estime que ces références seront familières aux joueurs américains et permettent de rendre le jeu amusant,. Dès la première inclusion de référence à ces films, l'équipe apprécie et lui demande d'en rajouter. Pour Weiss, il n'y a rien de plus américain que Hollywood. De plus, la relation qui unit le héros et son chien est aussi typiquement américaine aux yeux de Weiss. L'idée d'un enfant perdu dans un univers fantastique est adoptée, car c'est l'un des thèmes les plus appréciés dans le jeu vidéo, selon celui-ci.

### Conception
Si Secret of Evermore s'inspire sans vergogne de son aîné Secret of Mana, il n'en reprend aucun asset, puisque le code source est créé de zéro. Brian Fehdrau vient juste d'obtenir ses diplômes en informatique et n'a aucune expérience dans le domaine du jeu vidéo lorsqu'il est recruté dans l'équipe. Comme la plupart de l'équipe, il n'a donc pas d'expérience à part son apprentissage autodidacte du piratage du langage d'assemblage sur Commodore 64, dont le processeur est l'une des versions antérieures à celui de la console Super Nintendo. Cependant, ce bagage lui permet de devenir programmeur principal. Son expérience avec le jeu vidéo de rôle se cantonne à The Legend of Zelda, et il n'a même jamais entendu parler de Square et de ses succès jusque-là. Fehdrau conçoit pour le jeu deux outils dédiés, permettant d'offrir une meilleure accessibilité aux novices de l'équipe dans le domaine du jeu vidéo, comme de nombreuses fonctionnalités à l'équipe. SAGE, pour Square's Amazing Graphical Editor, est un éditeur graphique s'apparentant à une interface pour Mac, qui permet d'importer ou de créer des tuiles et des images, de les assembler dans des ensembles, pour créer des niveaux, des personnages, ou des effets. Le logiciel permet aussi d'exporter les données en utilisant un kit de développement Super Nintendo relié à une vraie télévision et de tester les éléments créés en condition réelle,. Celui-ci n'est pas très complexe, mais il est parfois un peu lourd, notamment lors de l'exportation de données en l'occurrence, et tous les développeurs ne l'apprécient pas. De son côté, SIGIL, pour Square Interpreted Game Intelligence Language, est un langage de script simple et de haut niveau, qui concerne tous les autres éléments de programmation et permet de finaliser le jeu,,.

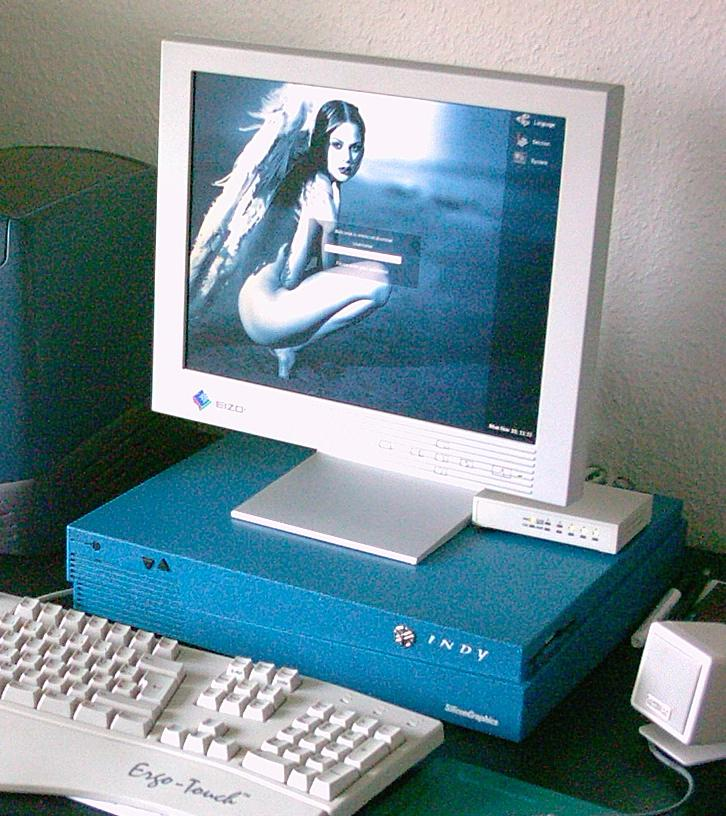
Une station de travail SGI Indy, semblable à celle sur laquelle sont pré-rendus les visuels.

Plus le développement avance, plus Weiss abandonne les tâches de production sur le jeu au profit de la planification pour la filiale SquareSoft, alors que Sinfield prend au contraire de plus en plus le rôle de producteur. L'équipe imite le système de menu circulaire typique de Secret of Mana sans craindre de poursuites, puisque Square le leur demande. Certains éléments de l'interface sont inspirés de celle de Final Fantasy VI. Certains personnages non-joueurs sont également largement inspirés de la franchise en question. Le système d'alchimie est le fruit de réunions du groupe de développement qui « foisonne d'idées novatrices », selon Fehdrau. L'équipe implémente près de six systèmes de magie différents avant d'arrêter son choix sur les ingrédients et l'alchimie, d'autant plus que les recherches d'ingrédients rajoutent quelque chose à faire au chien. La partie futuriste est délibérément inspirée du film Metropolis de 1927. Plusieurs visuels du monde de Perpétua et ses divers éléments sont dans un premier temps dessinés par Daniel Dociu. Si le jeu propose un scénario teinté d'humour, il est aussi parfois un peu sombre, sous l'influence de Dociu et des artistes. Ce dernier est d'ailleurs embauché sur présentation de son portfolio composé d'illustrations sombres, rappelant le travail d'Yoshitaka Amano sur la série Final Fantasy. Auparavant, il a conçu des jouets pour la société Ace Novelties. Par son travail, il contribue grandement à garder l'unité de l'univers. Il réalise au crayon les dessins des personnages, des arrière-plans et des différentes scènes, avant que les autres artistes l'aident à les coloriser. Le résultat est alors modélisé en 3D précalculée par le programmeur Brad Clarkson grâce au logiciel Alias sur des stations de travail SGI Indy II. Grâce à son expérience, Clarkson permet à l'équipe de mieux utiliser les outils de rendu 3D. Les dessins et illustrations sont transposés par trois animateurs graphiques, quatre artistes dédiés aux arrière-plans et un responsable du rendu 3D. Ces éléments sont alors regroupés dans SAGE. Plutôt que d'attendre l'intégration de leurs travaux par des programmeurs, les artistes et les concepteurs peuvent tester leurs idées directement à l'aide de ce logiciel. Pour finaliser le jeu, l'équipe utilise SIGIL afin d'écrire des scripts et de regrouper les divers éléments le constituant,,. Tout le code comme les illustrations et dessins sont donc entièrement créés par SquareSoft. Fehdrau ne se remémore pas bien les raisons, mais il lui semble que cette option est prise en raison de problèmes de droit entre entreprise japonaise et américaine. Les quelques rumeurs prétendant que le jeu profite du code source de Secret of Mana sont donc infondées.
Très tôt dans le processus de création, la taille des données pose problème. Elle s'adapte cependant à chaque fois. L'équipe décide ainsi de limiter le jeu en solo, en partie pour préserver de la capacité mémoire de la cartouche, initialement prévue à 12 mégabits. Néanmoins, au fil des ajouts, la capacité a finalement doublé en passant sur une cartouche de 24 mégabits à la fin du développement,. Cette augmentation de la capacité de stockage permet à l'équipe d'étoffer certaines zones, d'ajouter des animations, de rajouter plus de variations, plus d'effet sonores et de musiques... Toutefois, l'équipe passe beaucoup de temps sur la compression des données, qui représentent entre 50 et 70 mégabits décompressées. En raison de l'inexpérience de certains membres de l'équipe, certaines options trop difficiles sont mises de côté, notamment la possibilité de jouer en multijoueur à deux avec les deux personnages,. Selon Fehdrau, la décision de ne pas inclure cette possibilité a aussi pour but d'éviter les blocages des personnages dans certains éléments du décor durant le jeu. Une région supplémentaire nommée « Romancia » a été supprimée en raison d'une conception s'étant révélée laborieuse. Selon Weiss, les problèmes résultent de ses propres propositions tous azimuts faites aux concepteurs. Elle était composée d'un « univers excessivement floral et de douceurs [à dominance] rose et violette », et dans cette zone, le chien se transformait en caniche ; si la région a été abandonnée, le choix de la race du chien est conservé et attribué à celle de Gothika,. L'équipe envisage pendant le processus de développement de doter la cartouche du jeu d'un slot permettant d'insérer une petite cartouche rajoutant un petit contenu au jeu, vendue à un petit prix. Cependant, ce concept est abandonné.

### Bilan et finalisation
Le développement de Secret of Evermore débute à l'automne 1993 et dure près de deux ans, le jeu étant finalisé à la même période en 1995,,. Doug Smith est le producteur exclusif et réalisateur du jeu, et Allan Weiss, George Sinfield, Rick Ryan et James Gillis sont producteurs,. Brian Fehdrau est programmeur principal. Sinfield écrit la majeure partie du scénario et des dialogues,. Daniel Dociu est directeur artistique du jeu. Al Dumo est artiste principal. La filiale a pu laisser libre cours à ses propres choix du point de vue artistique comme du point de vue technique, avec une assistance pratiquement inexistante de la part de Square. L'équipe est surnommée SPAM Team, en référence à la marque SPAM.
L'équipe travaille beaucoup dans le rush final durant les six derniers mois, tellement que Fehdrau ne peut même pas partir en lune de miel lors de son mariage qui a lieu durant le développement, et doit rester à Redmond pour terminer la programmation du jeu. Un mois avant la sortie du jeu, un changement de titre est proposé, conduisant la filiale à choisir celui de Secret of Evermore. Le préfixe est choisi probablement pour des raisons de marketing. Les traductions en français, allemand et espagnol sont réalisées en deux semaines au mois d'août 1995, puis améliorées et rectifiées durant un mois. Les principales difficultés rencontrées sont la traduction des notes d'humour, qui ne fonctionnent pas toujours dans chaque pays. Dans la traduction française de Véronique Chantel, la ville de Podunk est traduite par Pontoise pour s'adapter au marché français.

## Bande-son

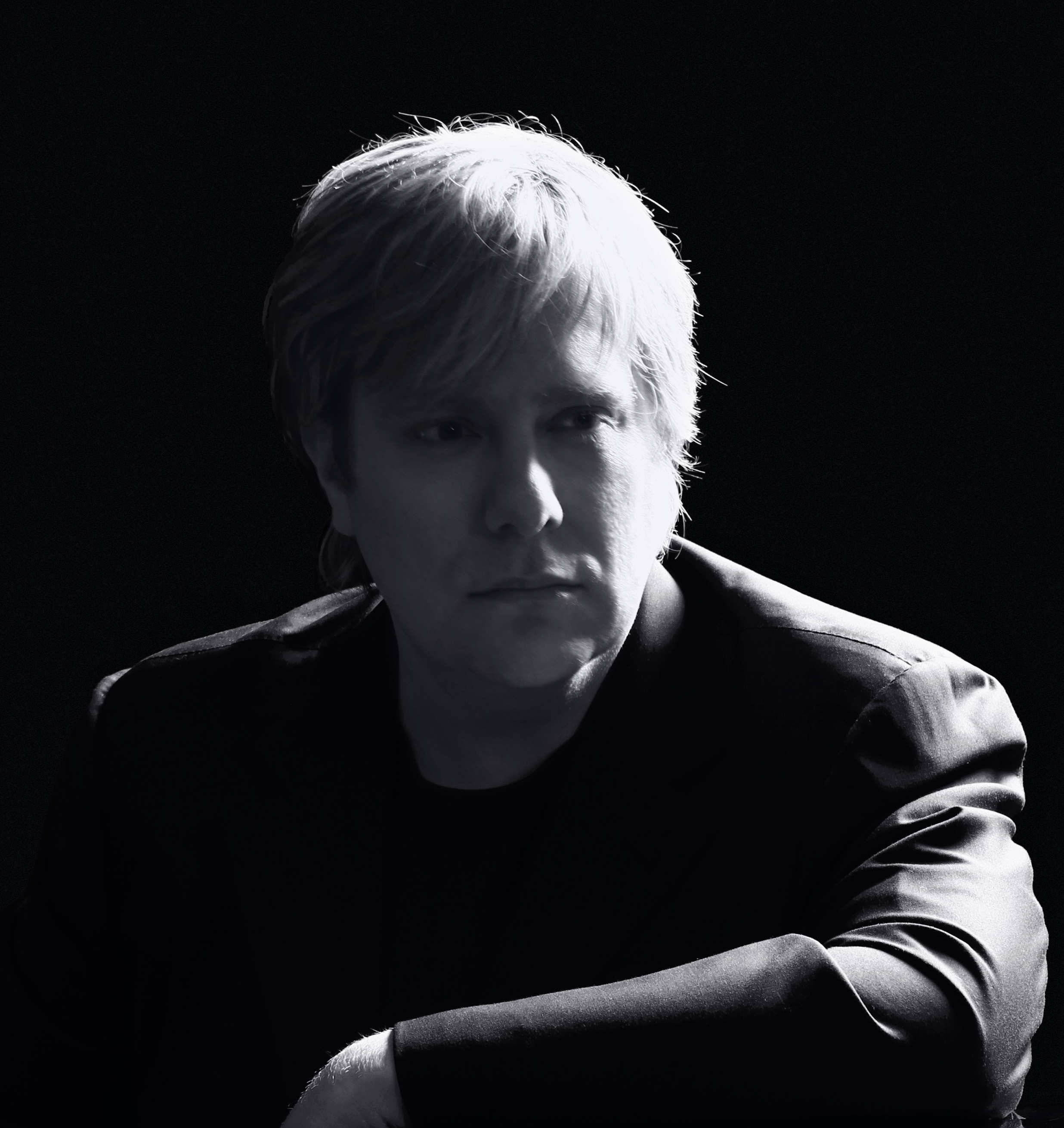
Jeremy Soule compose la première bande-son de sa carrière pour Secret of Evermore.

La bande-son de Secret of Evermore est composée par Jeremy Soule. C'est la première de sa carrière. Soule est adolescent, passionné de jeux vidéo. Cependant, il considère que les parties sonores des jeux ne sont pas à la hauteur, manquant d'effet « dramatiques et d'intensité ». Lorsqu'il finit son cursus d'enseignement secondaire, Soule crée une démo de ce à quoi doit, selon lui, ressembler la musique dans un jeu vidéo. Il envoie sa démo à LucasArts qui n'aurait selon lui jamais écouté la bande, et à SquareSoft, qui décide de l'embaucher. À 19 ans, Soule se voit rapidement confier la composition de la bande-son de Secret of Evermore. Il déménage temporairement à Seattle dans un appartement à côté de chez Brian Fehdrau, programmeur principal du jeu. Ce dernier précise que Soule ne pense qu'à ça, « il vit et respire musique » et il « excelle » dans ce domaine. Dès le départ, Soule est confronté aux limitations techniques inhérentes à la plateforme Super Nintendo. Il travaille avec seulement 64 ko de RAM, dont une partie est occupée par le pilote audio. Il ne lui reste ainsi que 50 ko. Il utilise lui aussi un ordinateur, et le logiciel Wolfgang, relié à un kit de développement Super Nintendo afin de se rendre compte de suite du rendu sonore. Soule se sert également d'un logiciel interne de Square, qui permet de moduler le son en fonction de la position des personnages à l'écran en réalisant des fondus. Il opte ainsi pour des musiques composées d'effets d'ambiance, lui permettant de réaliser la totalité de la bande-son. Il compose ses musiques et les enregistre sur des cassettes Digital Audio Tape (support numérique sur bande magnétique) qu'il envoie à SquareSoft.
Soule décrit la partition comme un mélange de sons ambiants et de musiques discrètes. Alan Weiss, producteur du jeu, la situe entre Danny Elfman et John Williams. La bande-son s'éloigne des standards du genre action-RPG, en construisant une atmosphère plus dominée par les timbres et l'harmonie que sur les mélodies. Il utilise également de nombreux bruitages environnants pour illustrer l'exploration, souvent sans accompagnement musical, pour plus de réalisme. La Préhistoire propose des musiques composées de tambours tribaux et parfois les bruissements de brosses ou des cris d'animaux. Lors de la programmation de certains bruitages, Brian Fehdrau s'inspire de la série télévisée britannique Comte Mordicus, dans lequel un effet humoristique consiste à laisser un temps de latence entre un évènement et la production du son ; par exemple, quand un personnage tombe d'un mur, le son n'arrive que plus tard après un silence. Il applique ainsi parfois le même effet de mise en scène.
La bande originale est publiée par Square en 1995 sur un CD intitulé The Complete Soundtrack from the Secret of Evermore Video Game contenant 29 titres, dont les huit premiers sont des réinterprétations orchestrales,,.

## Commercialisation
La sortie de Secret of Evermore est prévue pour le mois de juin 1995, mais elle est repoussée,. Au mois de mai, le jeu est annoncé pour le mois d'août, puis en juillet pour le mois de novembre qui suit. Il est finalement est publié sur Super Nintendo en octobre 1995 en Amérique du Nord et le 22 février 1996 en Europe. Une version japonaise est prévue, mais ne sort finalement pas. Le jeu est traduit en plusieurs langues, français, allemand et espagnol (Luisa Bernstorff, Karina Ortiz), et est parfois distribué avec un guide de jeu,,,,.
En Espagne, un concours lié au jeu Secret of Evermore, permet à un Espagnol de gagner un voyage au Japon pour visiter l'entreprise Nintendo et jouer à la Nintendo 64 en avant-première.

## Accueil

### Critiques
Secret of Evermore reçoit des critiques positives de la part de la presse spécialisée lors de sa sortie, grâce à son gameplay, son ambiance et ses innovations. Quelques critiques sont cependant émises, comme l'absence de mode multijoueur identique à celui de Secret of Mana, des visuels recevant des avis partagés et un scénario assez classique. Il est dès lors vu comme un jeu en deçà des standards habituellement proposés par Square, et en deçà des objectifs escomptés par l'entreprise nipponne.
Consoles + constate comme de nombreux médias les similitudes avec Secret of Mana. Le magazine juge le jeu amusant et réussi malgré un a priori au départ négatif. Player One estime la progression « un peu linéaire », comme Ultra Player le relève. Electronic Gaming Monthly juge la difficulté de jeu plus élevée que dans Secret of Mana. Next Generation qualifie le système de magie basé sur les ingrédients de « bel effort ». Selon Edge, le jeu « légèrement inintéressant » bien que « décent », se concentre peut-être trop sur l'aspect labyrinthique de certaines zones et la résolution d'énigmes, et manque de la finesse de la conception des personnages et de la sensibilité des jeux vidéo de rôle japonais. Game Players évoque également ce dernier point. Pour Super Play, les défauts du jeu deviennent évidents pour ceux qui ont joué à Secret of Mana. Pour Nintendo Magazine System, le jeu est parfois « difficile », notamment certains boss, et des quêtes sont « fastidieuses ». Pour le magazine, le joueur doit passer trop de temps à errer, plutôt qu'à réaliser des tâches majeures pour avancer dans l'intrigue. Super Play constate des bugs dans chaque région, obligeant parfois le joueur à recommencer la partie. Pour Player One, l'interface imitée de son ainé est irréprochable. GameFan estime la prise en main des menus en anneaux difficile au départ, mais efficace par la suite. Cet aspect est généralement apprécié, puisqu'il a déjà été éprouvé dans Secret of Mana,,. Pour GamePro, le système de barre de puissance est ennuyeux. Consoles + regrette de ne pouvoir jouer en multijoueur avec les deux personnages. Super Power partage cet avis, bien que cela ne soit finalement pas jugé comme un problème important. Plusieurs médias français comme Player One ou Ultra Player regrette la commercialisation conjointe du jeu avec son guide imposé par Nintendo France, qui gâche un peu l'aventure,.
La presse spécialisée est partagée au sujet du scénario. Plusieurs médias notent que l'intrigue reste somme toute très classique et d'autres la jugent bonne. Consoles + apprécie l'histoire proposée. Le magazine considère la traduction réussie, mais regrette que Seiken densetsu 3 (Trials of Mana) ne l'ait pas été à la place, celui-ci étant « tout de même quelques crans au-dessus de Secret of Evermore ». Super Power apprécie la traduction française, le scénario et l'ambiance qui diffèrent des habituels jeux vidéo de rôle. Pour Computer and Video Games, l'histoire et ses personnages sont bien développés. Electronic Gaming Monthly l'apprécie quoique « légèrement enfantine ». Player One est lassé de retrouver un scénario « aussi classique » qu'un enfant envoyé dans un monde parallèle. Nintendo Magazine System estime également que le scénario est inspiré du « vieux cliché éculé » du scientifique fou qui envoie un enfant dans un monde fantastique. Game Players considère que la variété des différentes époques est un atout du jeu, mais que l'histoire n'est pas assez solide. GameFan juge le scénario immersif, bien que les références à la culture pop soient moins bien appréciées. GamePro qualifie l'intrigue de décevante et précise qu'elle ne provoque aucun intérêt chez le joueur pour les personnages ou ce qui leur arrive. Next Generation estime que l'histoire est longue à démarrer, puis prend des détours sans réel but. Le magazine note que le personnage reste finalement seul, mis à part avec son chien.
Game Players qualifie le rendu graphique de « superbe ». Player One considère les graphismes colorés. Consoles + juge les visuels en-deçà des productions habituellement proposées par Square. GameFan note des graphismes bien rendus et des animations fluides, bien qu'il soit parfois compliqué de distinguer ce qui est représenté à l'écran. Comme Consoles +, le magazine constate des visuels en retrait. GamePro juge les graphismes proches de ceux de Secret of Mana, mais relève des effets visuels des magies bien en deçà des précédentes productions de Square. Pour Next Generation, les graphismes pré-rendus offrent une certaine qualité, mais rendent l'ensemble « quelque peu plat et stérile ».
Player One qualifie l'ambiance sonore de « prenante » et voit dans cet aspect le point fort du jeu. Selon Consoles +, les « mélodies remarquables » rendent la partie sonore « somptueuse ». Pour Game Players, les musiques ressemblent à celles d'un film, et les sons sont « réalistes ». GameFan la qualifie de « bonne », mais « pas exceptionnelle » et note qu'elle alterne bruitages sans musique par moments, et inversement à d'autres endroits. GamePro relève des « tambours agaçants dans le monde Prehistoria ».
Malgré quelques défauts, Player One considère le jeu comme « un produit d'une qualité exceptionnelle à tous les points de vue ». Game Players partage globalement ce point de vue. Super Power entrevoit « une merveille de réalisation, de jouabilité et d'innovation », et un jeu dans la lignée de Secret of Mana. Les quelques défauts relevés n'empêchent pas GameFan de considérer le jeu comme l'un des meilleurs jeux d'action-RPG de l'année. Electronic Gaming Monthly estime le titre globalement moins bon que les autres productions de Square. Pour GamePro, Secret of Evermore n'arrive pas aux sommets atteints par Final Fantasy III et Chrono Trigger. Next Generation le considère comme un bon jeu, mais portant les stigmates d'une équipe de développement débutante. Le magazine espère d'autres créations et signale être sévère avec les jeux de Square, qui est habitué à produire des jeux de très grande qualité. Nintendo Magazine System considère qu'il manque un petit je ne sais quoi pour en faire un très grand jeu.

### Ventes
En mars 1996, Secret of Evermore figure depuis sa sortie dans les dix meilleures ventes de jeux aux États-Unis. Il devient la quatrième meilleure vente de RPG sur la console Super Nintendo. Malgré ce placement dans les classements de vente, le jeu ne trouve pas vraiment son public et ne parvient pas à combler les attentes de Square. Selon Fehdrau, les mauvaises ventes ont été également provoquées par la frustration des joueurs de trouver un jeu imitant Secret of Mana sans en être la suite, et qui remplaçait et empêchait la sortie de la vraie suite Secret of Mana 2 (Seiken densetsu 3).

## Postérité

### Importance
Secret of Evermore est considéré comme un jeu en deçà des productions normalement réalisées dans le genre RPG au Japon,. En 1998, Saturn Power estime que toutes les tentatives occidentales de créer des jeux dans ce genre, n'ont donné naissance qu'à de pâles copies de leurs homologues nippons, et en l'occurrence critique le scénario et la progression des personnages. Pour Electric Playground, il ne fait pas le poids face à des jeux comme Chrono Trigger ou Final Fantasy III. Toutefois, le jeu devient par la suite un classique de la ludothèque Super Nintendo, notamment grâce à l'émulation de console de jeux.

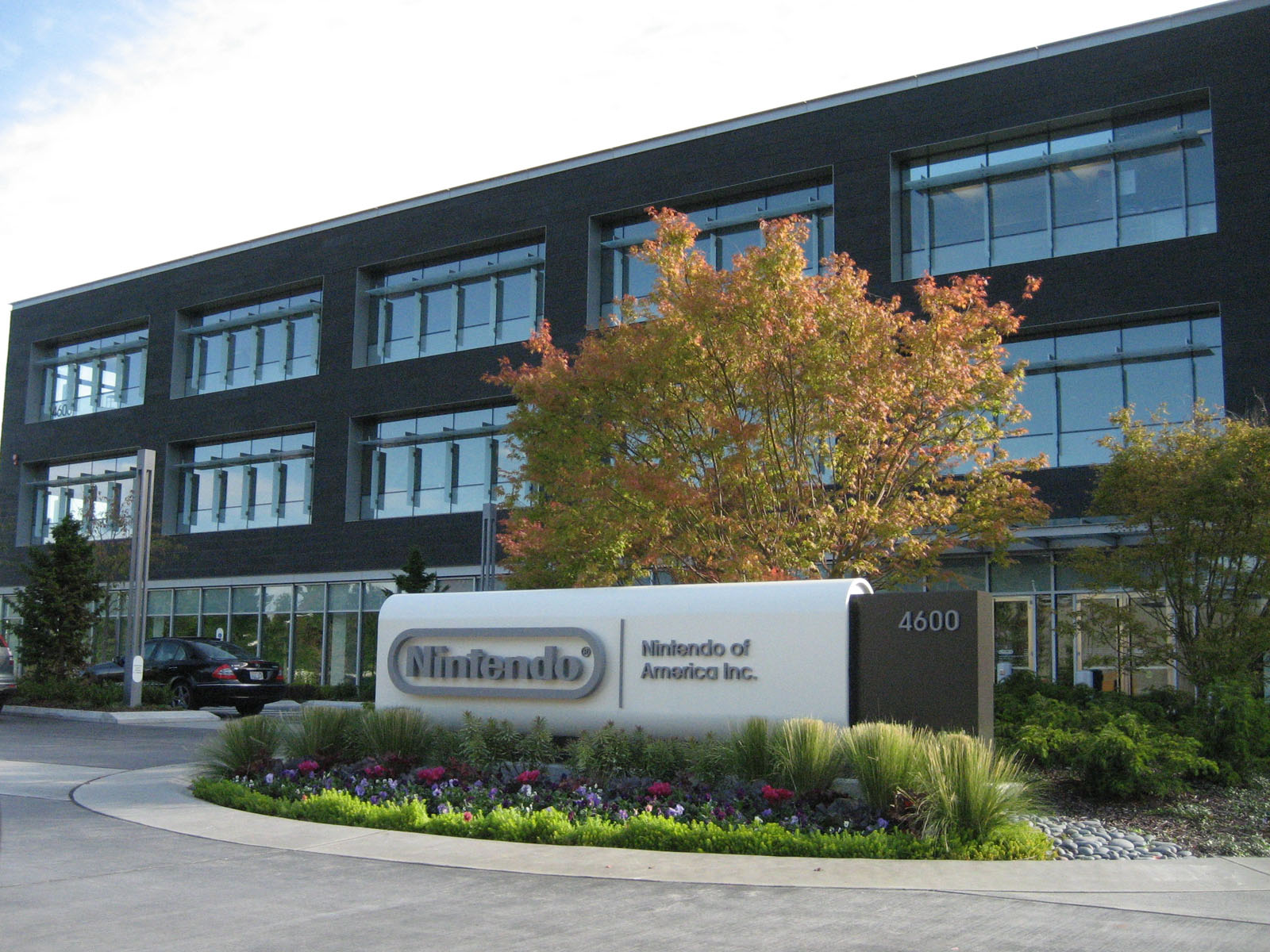
L'abandon du lecteur de CD-ROM pour Super Nintendo, provoquant une tension dans ses relations avec Nintendo, pousse Square à remettre en cause sa présence près de cette dernière implantée à Redmond et ainsi à fermer le studio SquareSoft.

C'est le premier et finalement unique jeu développé à l'étranger par Square,. L'équipe de développement de SquareSoft est dissoute après la production du jeu, notamment à cause d'un changement de stratégie de la part de Square, en raison de l'arrivée d'une nouvelle génération de console, de la PlayStation et du CD-ROM, et de l'abandon par Nintendo de sa console équipée d'un lecteur de CD-ROM. Les tensions entre les deux firmes nipponnes sont donc au cœur du problème et Square n'estime ne plus rien avoir à faire à Seattle, proche de Nintendo of America, où se situe également son siège,. Brian Fehdrau estime que Square a pris cette décision en raison de l'accueil mitigé du jeu par le public afin de ne pas ternir la marque, et dans l'optique de réduire les coûts en se concentrant sur le studio nouvellement créé en août 1995 à Los Angeles, Square L.A., Inc. (par la suite renommé Square USA, Inc.),.
Dès le mois de juillet 1995, la presse spécialisée évoque une suite nommée Secret of Evermore 2 sur la console Nintendo 64 alors en développement, mais qui ne sort finalement jamais. Alan Weiss confirme l'existence du projet, et Brian Fehdrau dévoile que la suite de Secret of Evermore a bien été discutée ; l'équipe commence à réfléchir sur ce projet, mais il est rapidement abandonné en raison du déclin de la console Super Nintendo, au profit d'un jeu sur PC. Alan Weiss, dévoile que le projet suivant était un jeu de stratégie en temps réel en trois dimensions dans la veine de Command and Conquer. Après le développement, certains membres de l'équipe partent chez Cavedog Entertainment où ils développent en l'occurrence Total Annihilation. Un des artistes ouvre un salon de tatouage à Seattle, afin d'assouvir sa passion artistique du dessin. Gorge Sinfield rejoint l'équipe de rédaction de Nintendo Power. Fehdrau rejoint Boss Game Studios.
En janvier 1996, GameFan octroie à Secret of Evermore le titre de meilleur jeu d'action-RPG de l'année 1995 sur Super Nintendo. Nintendo Power le désigne 7e meilleur jeu de l'année 1995 sur Super Nintendo. En février 1996, Video Games: The Ultimate Gaming Magazine le désigne meilleur jeu vidéo de rôle de l'année 1995. Nintendo Power le désigne 190e de son top 200 des meilleurs jeux Nintendo de tous les temps.

### Relations avec la sérieMana

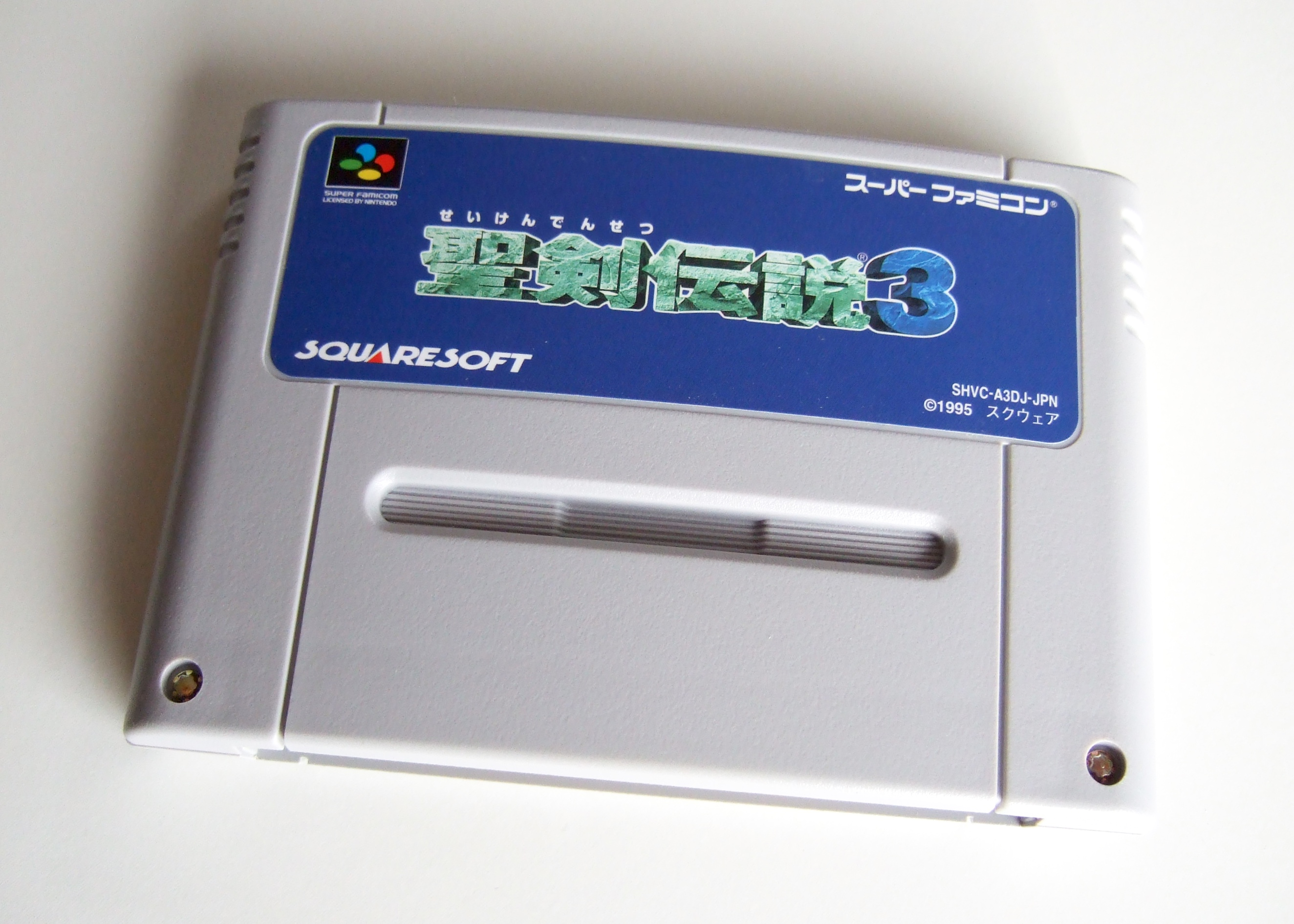
L'absence de sortie en Occident de Seiken densetsu 3 (Trials of Mana) pousse les joueurs mais aussi les médias, à croire à tort que Secret of Evermore fait partie de la série Mana, et remplace ce titre.

Une fausse idée persistante, selon laquelle Square USA produit Secret of Evermore, son unique jeu original, en remplacement de la suite de Secret of Mana, est véhiculée pendant de nombreuses années. Effectivement, Seiken densetsu 3 (Trials of Mana) n'est finalement pas traduit et publié en dehors du Japon. Secret of Evermore serait donc une suite spirituelle de Secret of Mana. En effet, Secret of Evermore partage de nombreux éléments de gameplay issus de Secret of Mana, comme les combats en temps réel, le système de menu circulaire, ou la possibilité de diriger n'importe quel avatar du duo de personnages joueurs. Tous ces éléments ont été copiés parce qu'ils ont prouvé leur efficacité. Malgré ces similarités dans les mécanismes de jeu, le genre, la plate-forme, la période de publication, mais aussi dans le titre, Secret of Evermore n'est pourtant pas un jeu de la série Mana,. En mars 2009, Brian Fehdrau, programmeur principal de Secret of Evermore, confirme que la décision de ne pas traduire et commercialiser Seiken densetsu 3 est indépendante du processus de développement de Secret of Evermore et a été prise par la maison-mère au Japon. Il rajoute que les deux jeux n'ont rien à voir entre eux, et que le développement de Secret of Evermore est un processus indépendant se déroulant aux États-Unis. Il rappelle aussi que les deux jeux sont réalisés par des équipes complètement différentes et que la filiale américaine n'a jamais non-plus réalisé de traduction de jeu. Il précise finalement que les traductions réalisées l'ont été par des employés tiers, recrutés temporairement pour réaliser ces tâches précises, en l'occurrence celles de Chrono Trigger et de Final Fantasy III (Final Fantasy VI),. Seiken densetsu 3 aurait donc pu l'être également si la maison mère japonaise Square l'avait décidé,. Pourtant en décembre 1995, Square justifie l'absence de sortie de Seiken densetsu 3 en Occident par l'existence de Secret of Evermore. De plus, pour Fehdrau, Square n'a probablement pas exporté et traduit Seiken densetsu 3 en raison de la présence de bugs. Les tests de qualité de Nintendo pour l'occident étant plus drastiques, Square n'aurait selon lui pas tenté l'expérience. Il confirme cette théorie par l'absence du jeu sur la console virtuelle de la Wii, où les jeux ne respectant pas les critères de qualité de la firme ne sont pas mis en ligne, ici la présence de bugs dans Seiken densetsu 3.

### Noirceur du scénario originel
Une rumeur infondée s'est répandue sur Internet, diffusée par l'auteur d'un blog. Selon lui, le scénario original de Secret of Evermore aurait été beaucoup plus noir, écrit par un certain Ed Kann. Des rumeurs prétendent qu'il serait l'auteur d'une nouvelle intitulée Le bruit qui sort de l'intérieur des enfants, parue dans un journal local dans les années 1970, qui est prétendument considérée comme le récit le plus terrifiant jamais écrit,. Cette rumeur non-confirmée évoque par exemple la cinématique d'introduction à l'ambiance sombre, et une photo issue d'une preview sur un magazine, sur laquelle figure une phrase de dialogue tirée d'une version du jeu antérieure à la version finale, absente de celle-ci, et qui dit : « comment pouvez-vous vivre avec ce que vous avez fait à ces pauvres enfants ? ».

### Musique
Après Secret of Evermore, le créateur de la bande-son Jeremy Soule compose de nombreuses musiques de jeux vidéo, par exemple pour les franchises Total Annihilation, Warhammer 40,000, Neverwinter Nights, Star Wars: Knights of the Old Republic, Harry Potter, The Elder Scrolls III: Morrowind, Prey, Guild Wars, ou Dungeon Siege,.
En 2015, des copies originales de la bande-son sont retrouvées et remises en vente. En octobre 2015, le compositeur Sean Schafianski publie une bande-son remastérisée comportant une partie des titres de la bande originale, afin de commémorer les 20 ans de la sortie du jeu,.

### Ressource primaire
1. 1 2 3 4 5 6 7 8  SquareSoft. Secret of Evermore (Super Nintendo). Square, Nintendo. octobre 1995.

### Interviews
1. 1 2 3 4 5 6 7 8 9 10 11 12 13 14 15 16 17 18 19 20  (en) Corbie Dillard, « Interview with Brian Fehdrau - Secret of Evermore », sur Nintendo Life, 1er avril 2009.
2. 1 2 3 4  Dookie, « L'interview exclusive d'un développeur de Secret of Evermore », sur Square Palace, 25 août 2017.
3. 1 2  (en) Randolph Ramsay, « Q&A: Game music composer Jeremy Soule », sur GameSpot, 15 juin 2007.
4. ↑  (en) « Jeremy Soule Interview », sur Armchair Empire, 2007.
5. 1 2  (en) Paul Semel, « Interviews World Of Musicraft: Jeremy Soule », sur GameSpy, 24 mai 2006, p. 1-2.
6. ↑  (es) « Dossier: Secret of Evermore - Entrevista con Gorge Sinfield, de Soft Square Inc. », Nintendo Acción, no 40,‎ mars 1996, p. 58-62.
7. ↑  (en) David Clayman, « Insider Interview with Composer Jeremy Soule », sur IGN, 15 mars 2007.

### Ressources secondaires
1. 1 2 3  (en) « RPG Attack! », VideoGames: The Ultimate Gaming Magazine, no 78,‎ juillet 1995, p. 72.
2. 1 2 3 4  (en) « It's Hipe to be Square », Game On! USA, no 4,‎ août 1996, p. 4-10.
3. 1 2 3 4 5 6 7 8 9 10 11 12 13 14 15 16  « Secret of Evermore », Ultra Player, no 34,‎ mars-avril 1996, p. 32-40.
4. 1 2 3 4 5 6 7 8 9 10 11 12 13 14 15 16 17 18 19 20 21 22 23 24 25 26 27 28 29  Damien Mecheri, Genèse : Secret of Evermore - Le Secret of Mana américain, p. 58-61.
5. 1 2 3 4 5 6 7 8 9 10 11 12 13 14 15 16 17 18 19 20 21 22 23  « Secret of Evermore », Super Power, no 41,‎ mars 1996, p. 82-89.
6. 1 2 3 4 5 6 7 8 9 10 11 12 13 14 15 16 17  (en) « Secret of Evermore », Nintendo Magazine System, no 40,‎ janvier 1996, p. 40-44.
7. 1 2 3 4  (en) « Secret of Evermore », Nintendo Power, no 78,‎ novembre 1995, p. 54–63, 107.
8. 1 2 3 4 5 6 7 8 9 10 11 12 13 14 15 16  (en) « Epic Preview: Secret of Evermore », Nintendo Power, no 77,‎ octobre 1995, p. 58-61.
9. 1 2 3 4 5 6 7 8 9 10 11 12 13 14 15 16  « Secret of Evermore », Consoles +, no 52,‎ mars 1996, p. 104-107.
10. 1 2 3  (es) « El secreto mejor guardado de Nintendo », Superjuegos, no 46,‎ février 1996, p. 12-13.
11. 1 2 3 4 5 6 7 8 9  (es) « Superstars: Secret of Evermore », Nintendo Acción, no 42,‎ mai 1996, p. 40-47.
12. 1 2 3  (es) « Secret of Evermore », Superjuegos, no 48,‎ avril 1996, p. 44-49.
13. ↑  (es) « Secret of Evermore », Hobby Consolas, no 69,‎ juin 1997, p. 128.
14. ↑  Clément Personnic et Yannick Kernec’h, « Mettre en jeu le voyage dans le temps : De la réappropriation vidéoludique d’un sous-genre de la science-fiction », ReS Futurae, OpenEdition, no 12,‎ 1er juillet 2016 (ISSN 2264-6949, DOI 10.4000/resf.1696, lire en ligne).
15. 1 2 3 4 5 6 7 8 9 10 11  (es) « Dossier: Secret of Evermore », Nintendo Acción, no 40,‎ mars 1996, p. 58-62.
16. 1 2 3 4 5 6 7 8 9 10 11 12 13 14  « Secret of Evermore », Player One, no 62,‎ mars 1996, p. 108-111.
17. 1 2 3 4 5 6 7 8 9  (en) « Review: Secret of Evermore », GameFan, vol. 3, no 11,‎ novembre 1995, p. 22, 84.
18. 1 2  (es) « Option Preview: Secret of Evermore », Nintendo Acción, no 41,‎ avril 1996, p. 26-27.
19. 1 2 3 4 5  (es) « Secret of Evermore », Superjuegos, no 47,‎ mars 1996, p. 22-24.
20. 1 2 3 4 5 6 7 8 9  (en) « NG Alphas: Secret of Evermore », Next Generation, no 5,‎ mai 1995, p. 76-79.
21. 1 2 3 4 5 6 7 8  (en) Aaron Dennis-Jackson, « The Best-Kept Secret of Evermore », Retro Videogame Magazine, no 11,‎ 2016, p. 49-50
22. 1 2 3  (en) « Preview: Secret of Evermore », GameFan, vol. 3, no 10,‎ octobre 1995, p. 94-95.
23. 1 2 3 4 5 6 7  (en) « Secret of Evermore », Computer and Video Games, no 170,‎ janvier 1996, p. 46-48.
24. ↑  (es) « Secret of Evermore », Nintendo Acción, no 43,‎ juin 1996, p. 66-71.
25. ↑  (es) « Secret of Evermore », Nintendo Acción, no 44,‎ juillet 1996, p. 58-65.
26. ↑  (en) « Epic Preview: Secret of Evermore », Nintendo Power, no 79,‎ décembre 1995, p. 52-59.
27. ↑  (en) « Strategy: Secret of Evermore », Nintendo Power, no 80,‎ janvier 1996, p. 54-57.
28. ↑  (en) « Strategy: Secret of Evermore », Nintendo Power, no 81,‎ février 1996, p. 68-69.
29. ↑  (en) « Strategy: Secret of Evermore », Nintendo Power, no 88,‎ septembre 1996, p. 66-67.
30. ↑  « Preview: Secret of Evermore », Consoles +, no 49,‎ décembre 1995, p. 48-49.
31. 1 2 3 4  (en) « Epic Center: Secret of Evermore », Nintendo Power, no 156,‎ mai 2002, p. 87.
32. 1 2 3 4  (en) Corbie Dillard, « Review: Secret of Evermore (Super Nintendo) », sur Nintendo Life, 27 novembre 2009.
33. 1 2 3 4 5 6 7 8 9 10 11 12 13 14 15 16 17 18 19 20 21 22 23 24 25 26  (en) « Secret of Evermore », GamesTM, no 81 (Retro vol. 3),‎ mars 2009, p. 198-203.
34. 1 2 3 4 5  (en) « Secret of Evermore », Super Play, no 39,‎ janvier 1996, p. 32-34 (lire en ligne).
35. 1 2  (en) « Happily Evermore », Super Play, no 38,‎ octobre 1995, p. 6-7 (lire en ligne).
36. 1 2 3 4 5 6 7 8  (en) « Secret of Evermore », GamePro, no 77,‎ décembre 1995, p. 126.
37. 1 2  (en) « Forever Evermore », Super Play, no 32,‎ juin 1995, p. 10 (lire en ligne).
38. 1 2  (en) « The History », Saturn Power, no 10,‎ février 1998, p. 44.
39. 1 2  (en) « Seiken densetsu 3 », Edge, no 22,‎ juillet 1995, p. 48-49.
40. 1 2 3 4 5 6 7 8 9 10 11 12 13 14 15 16 17 18 19 20 21 22  (en) Peter Tieryas, « The Story Behind the Only Square RPG Developed in North America », sur Talk Amongst Yourselves (Kinja), 29 septembre 2014.
41. 1 2 3  (en) « Mana in the U.S.A. », Nintendo Power, no 68, supplément Super Power Club,‎ janvier 1995, p. 11.
42. 1 2 3 4 5 6 7 8 9 10 11 12 13 14  (en) « Epic Center: Secret of Evermore », Nintendo Power, no 71,‎ avril 1995, p. 44–47.
43. ↑  Corentin Pieters, « Anecdote jeu vidéo : du Final Fantasy IV et VI dans Secret of Evermore », sur Gameblog, 21 avril 2014.
44. 1 2 3 4  (en) Paul Dean, « Capturing the dragon: the music of Jeremy Soule », sur Eurogamer, 12 avril 2013.
45. ↑  (en) « The complete soundtrack from the Secret of Evermore video game », sur Discogs.
46. ↑  (en) « Publicité Square », GamePro, no 76,‎ novembre 1995, p. 84.
47. ↑  (en) « I've Got a Secret », Game Players, vol. 8, no 10,‎ octobre 1995, p. 14.
48. ↑  (en) « SNES Preview: The Secret of Evermore », GameFan, vol. 3, no 5,‎ mai 1995, p. 56.
49. ↑  « Super NES Games » [archive du 11 juin 2014], Nintendo of America (consulté le 9 août 2015)
50. ↑  « Secret of Evermore sur Super Nintendo », sur Jeuxvideo.com.
51. ↑  (es) « ¿Cuánto cuestas traducir un RPG? », Nintendo Acción, no 42,‎ mai 1996, p. 30-31.
52. ↑  (es) « Secret of Evermore te lleva gratis al Japón », Nintendo Acción, no 42,‎ mai 1996, p. 28.
53. 1 2 3 4 5  (en) « Secret of Evermore », Electronic Gaming Monthly, no 77,‎ décembre 1995, p. 41.
54. 1 2 3 4 5 6  (en) « Secret of Evermore », Game Players, vol. 8, no 11,‎ novembre 1995, p. 80.
55. 1 2 3 4 5 6  (en) « Sper Nes: Green », Next Generation, no 11,‎ novembre 1995, p. 186.
56. ↑  (en) « Secret of Evermore », VideoGames: The Ultimate Gaming Magazine, no 81,‎ octobre 1995, p. 92.
57. ↑  (es) « Secret of Evermore », Hobby Consolas, no 55,‎ avril 1995.
58. ↑  (pt) « Secret of Evermore », Super GamePower, no 22,‎ janvier 1996, p. 28.
59. ↑  (de) « Secret of Evermore », Video Games,‎ décembre 1995, p. 78-79.
60. ↑  (de) « Secret of Evermore », Mega Fun,‎ janvier 1996.
61. 1 2  (en) « The Secret of Evermore », sur Electric Playground, 1er octobre 1995 (version du 26 janvier 1997 sur Internet Archive).
62. 1 2  (en) « Secret of Mana 2 », Edge, no 28,‎ janvier 1996, p. 32-33.
63. ↑  (en) « What Cart? », Super Play, no 44,‎ juin 1996, p. 66 (lire en ligne).
64. ↑  (en) Owen S. Good, « Nintendo nets $661 million in sale of Seattle Mariners », sur Polygon, 22 août 2016.
65. ↑  (en) « Nintendo Ultra 64 Update », GameFan, vol. 3, no 7,‎ juillet 1995, p. 93.
66. ↑  (en) « GameFan's 4th Annual 1995 Megawards », GameFan, vol. 4, no 1,‎ janvier 1996, p. 104, 106.
67. ↑  (en) « The Best of 1995 », Nintendo Power, no 80 Supplément Best of 1995,‎ janvier 1996, p. 4.
68. ↑  (en) « Stellar Games », VideoGames: The Ultimate Gaming Magazine, no 85,‎ février 1996, p. 14-15.
69. ↑  (en) « NP Top 200 », Nintendo Power, vol. 200,‎ février 2006, p. 58–66.
70. 1 2 3  (en) « The Secrets of Mana », Retro Gamer, no 85,‎ janvier 2011, p. 24-31.
71. ↑  (en) Jeremy Parish, Frank Cifaldi et Kevin Gifford, « Classics Column #1: Desperately Seeking Seiken », sur 1UP.com, Décembre 2003 (version du 4 juin 2011 sur Internet Archive).
72. ↑  (en) « Secret of Mana 2 », GameFan, vol. 3, no 12,‎ décembre 1995, p. 152-153.
73. 1 2  (en) Maxwell McGee, « Gaming's creepiest urban legends to make sure you don't sleep tonight », sur GamesRadar+, 9 août 2017.
74. ↑  (en) Ryan Paquet, « Crazy Game Music Deals Just In Time For The Holidays », sur Original Sound Version, 9 décembre 2015.
75. ↑  (en) Damien McFerran, « Secret Of Evermore's Epic Soundtrack Gets The Remaster Treatment », sur Nintendo Life, 20 juillet 2015.
76. ↑  (en) « Secret Of Evermore Gets A Remaster Album For Its 20th Anniversary », sur Siliconera, 26 juillet 2015.